# Gil Askey
Gilbert Askey (Austin (Texas), 9 de marzo de 1925 – Melbourne, 9 de abril de 2014) fue un trompetista, compositor, productor y director musical australiano de origen estadounidense. Askey es considerado "uno de los arquitectos del legendario sonido Motown". Berry Gordy solía llamarlo "El pegamento que los unía a todos".

## Biografía
Askey nació en Austin (Texas), pero dejó la ciudad a la edad de 17 años. Completó dos cursos de medicina antes de abanonarlo. Se trasladó a Boston donde estudió en el Conservatorio de Música y en el Harnett School of Music de Nueva York.
Tocó con músicos de jazz como Dizzy Gillespie, Miles Davis, Duke Ellington y Count Basie, e incluso hizo duetos con Billie Holiday. Trabajó como director de música de muchas actuaciones de Diana Ross, con y sin The Supremes, Four Tops, The Temptations, Stevie Wonder, The Jackson 5, Gladys Knight, Keni Burke y Linda Clifford.
Como trompetista, durante casi 25 años antes de llegar a Motown Records para trabajar como director musical, productor, compositor y arreglista musical para artistas como Billy Eckstine, Gladys Knight, The Temptations, The Supremes, Martha Reeves, The Vandellas, Marvin Gaye, Stevie Wonder, The Jackson Five y The Funk Brothers. Askey formó parte del Desarrollo de Artistas de la Motown junto a Maxine Powell, Maurice King, Cholly Atkins y Harvey Fuqua.
Cuando Diana Ross inició la carrera en solitario, lo contrató como director musical. Trabajó con la cantante durante diez años y le compuso y escribió la banda sonora de la primera película de la artista El ocaso de una artista (Lady Sings the Blues) con el que consiguió una nominación a los Óscars en la categoría de Mejor orquestación en 1972. A mediados y finales de los 70, Askey trabajó con Curtis Mayfield, escribiendo y haciendo arreglos para la Curtom Record Company y grabando con Linda Clifford, The Jones Girls y el mismo Mayfield. Cuando el público protestó durante un espectáculo en Amberes, Bélgica, que protagonizó los Four Tops, Askey saltó al escenario y tocó la trompeta de forma excepcional hasta que el público se calmó. Askey fue el arreglista y director de The Supremes durante los conciertos del grupo durante en el Copa de Nueva York. 
En 1980, se casó con una australiana que conoció en 1973 y la pareja se trasladó a Melbourne en 1988. Una vez en Australi, Askey volvió a los estudios en 1993, Enseñó y fue mentor de jóvenes aspirantes a músicos. También realizó giras y tocó en muchos conciertos regulares y lugares de jazz en todo el país hasta su muerte por linfoma en Melbourne el 9 de abril de 2014.

## Discografía
- Arreglista, trompeta- Freddie McCoy Lonely Avenue - 1965
- Arreglista, líder y director musical - The Supremes at the Copa - 1965
- Arreglista - Diana Ross & the Supremes Sing and Perform "Funny Girl" - 1968
- Arreglista, Director musical - Diana Ross and the Supremes "Farewell" - 1970
- Director musical - Diana Ross "Lady Sings the Blues Soundtrack" - 1972

## Premios y distinciones
Premios Óscar
| Año  | Categoría          | Película             | Resultado |
| ---- | ------------------ | -------------------- | --------- |
| 1973 | Mejor orquestación | Lady Sings the Blues | Nominado  |